# Ruskån
Ruskån är en liten å som rinner från Ruskvattnet till Betarsjön vid den numera obefolkade byn Ruske i Västernorrlands län. I ån finns ett bestånd av den fridlysta och starkt hotade flodpärlmusslan.

## Fiske
Ruskån erbjuder fina fiskemöjligheter för såväl mete som kastspö och flugfiske. I Ruskån kan man fiska gädda, abborre, harr, öring, bäckforell (stenbit), och mört.